# Patache (bateau)
Pour les articles homonymes, voir Patache.
Une patache est : 
- un bateau fluvial utilisé par les douaniers en France, sous l'Ancien Régime, ou
- un petit voilier, commercial ou militaire, utilisé essentiellement par la France, Gibraltar, l'Espagne, et le Portugal[1].

## Historique

### En France
La patache était, sous l'Ancien Régime, un bateau fluvial (donc à fond plat) avec lequel les douaniers chargés de la gabelle (l'impôt sur le sel), les « gabelous », surveillaient et contrôlaient les chalands, barques et autres bateaux de transport, pour lutter contre les contrebandiers, les faux-sauniers. Les pataches des Fermes, utilisées à l’entrée des ports ou sur les fleuves par les Fermiers généraux, étaient des sortes de bureaux flottants pour la recette des gabelles.
En 1999, une exposition intitulée « Gabelous et pataches : les douanes sur les côtes d'Europe » a eu lieu au musée national de la Marine à Paris.

### Dans les pays ibériques
Patache et pataxho sont aussi les noms donnés, respectivement en espagnol et portugais, à un bâtiment de guerre de petite taille (barque, tartane, etc.), qui servait d'éclaireur à des navires plus imposants ou d'escorte à des convois marchands. En français, une « patache d'avis » pouvait transporter des dépêches. Une vingtaine de ces pataches sont attestées en 1588 dans l’Invincible Armada.

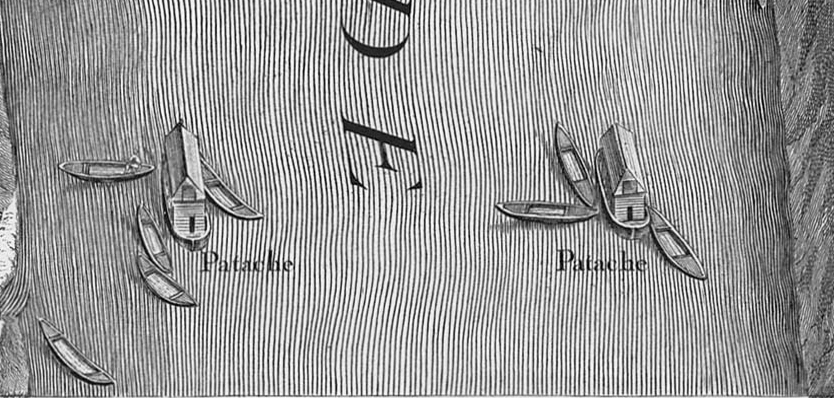
Sur le plan de Turgot de 1734-1736, on aperçoit des pataches sur la Seine.
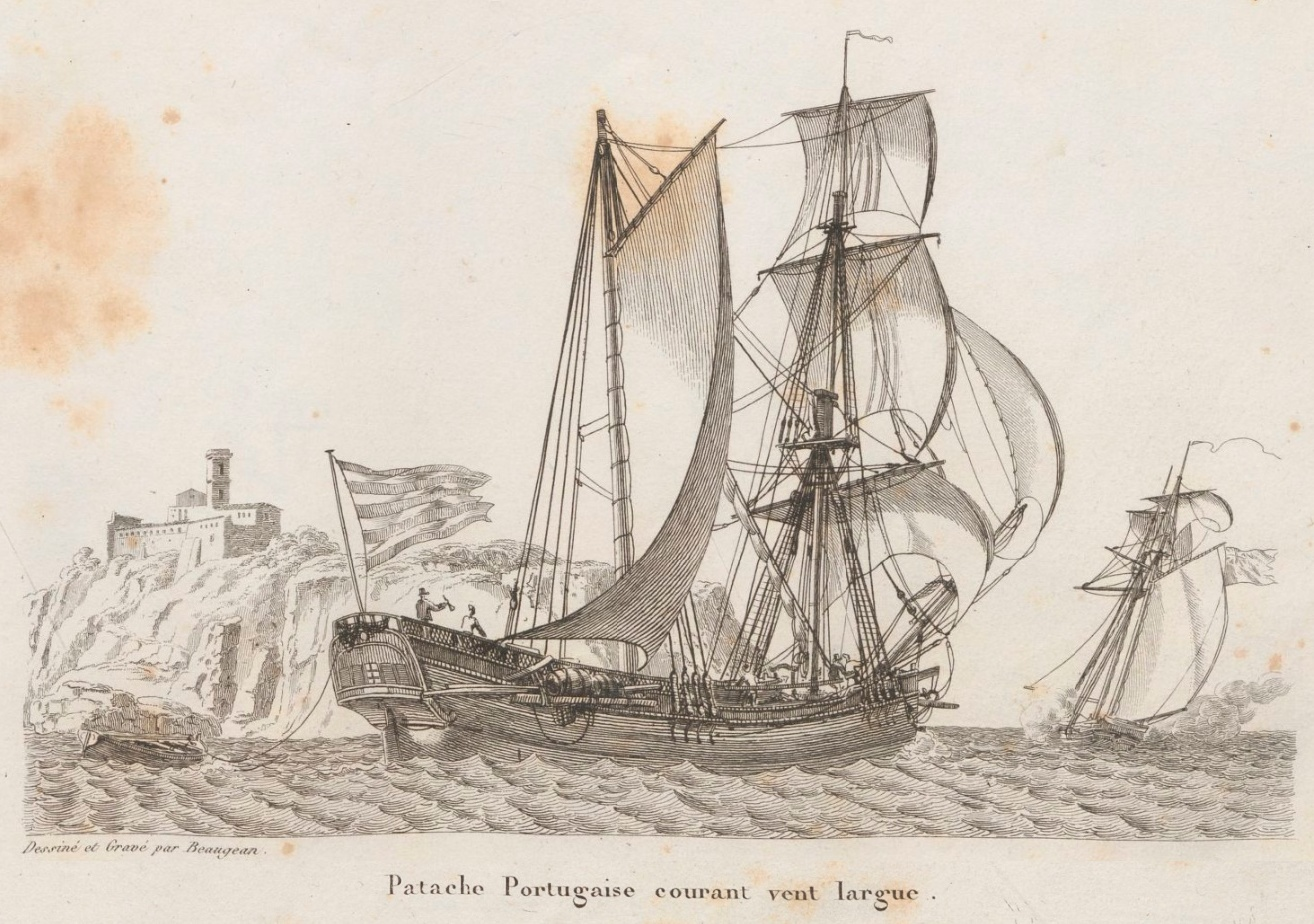
Une patache portugaise en mer au début du XIXe siècle.
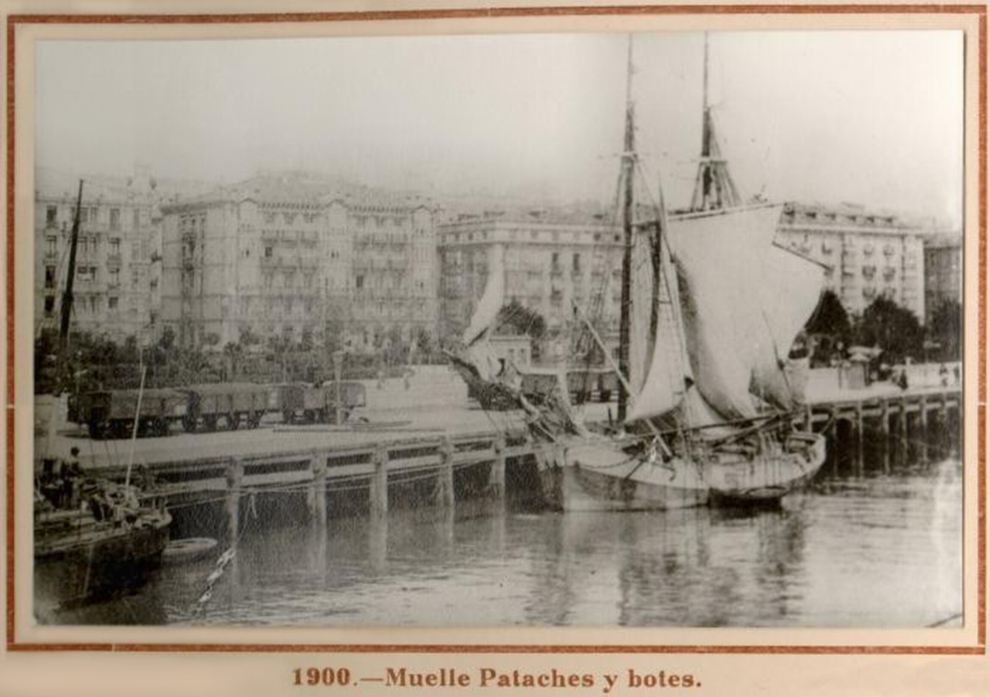
Un bateau de type « patache », d'origine ibérique, vers 1900.